# Park Narodowy Vuntut
Park Narodowy Vuntut (ang. Vuntut National Park, fr. Parc national Vuntut) – park narodowy położony w północnej części terytorium Jukon, w Kanadzie. Park został utworzony w 1995, na powierzchni 4345 km².
Obecnie obszar park nie posiada rozbudowanej infrastruktury turystycznej.
Park Narodowy Vuntut sąsiaduje z Parkiem Narodowym Ivvavik.